# Centro Cultural Gilberto Mayer
O Centro Cultural Gilberto Mayer é o mais antigo espaço multicultural público do município brasileiro de Cascavel, no estado do Paraná. Construído e administrado pela Prefeitura de Cascavel, é destinado a eventos culturais e conta com um teatro, salas de exposições, além de abrigar dois museus.

## Estrutura

### Cine Teatro Coliseu
Com 970m² e um auditório com 330 lugares, é utilizado em eventos, como palestras, shows e peças teatrais.

### Museu Histórico
Denominado "Museu Histórico Celso Formighieri Sperança", foi criado em 1976 e posteriormente movido para o local atual. Tem um acervo que conta a história da colonização do município e da região.

### Museu da imagem e do Som
Denominado "Museu da Imagem e do Som Pietro Tebaldi", em homenagem ao seu idealizador e maior colaborador, o MIS tem em seu acervo milhares de fotografias, vídeos e arquivos de áudio, resgatadas desde os primórdios do município.

## Homenageado
Gilberto Mayer foi um empresário pioneiro e político de destaque no município de Cascavel, eleito vereador na gestão 1964-1968. Faleceu na cidade em 1980.

## Teatro Municipal
O Centro Cultural Gilberto Mayer complementa a estrutura do Teatro Municipal de Cascavel, complexo multiuso localizado no mesmo terreno.